# シティボンバー
『シティボンバー』（英: City Bomber）は、1987年11月にコナミが発売した業務用ビデオゲーム。ギャングが運営するカジノから売上金を盗んだ怪盗306号がギャングたちの車を破壊しながら逃走する、アクション要素を盛り込んだ縦スクロールのレースゲームである。
本作はコナミのシステム基板「バブルシステム」を使用しており、改造用サブ基板の形でソフトが販売された。
家庭用への移植としては2010年にXbox 360、Microsoft Windows用レトロゲーム配信サービスの『Game Room』で配信。また、2024年に『アーケードアーカイブス』の1作品としてPlayStation 4とNintendo Switchで配信が開始された。

## 概要
同社作品の『ロードファイター』のようなトップビューのレースゲームに、アクションやシューティングゲームの要素を付加した作品。
プレイヤーは悪徳カジノから現金を奪った主人公が乗る車を操作し、主人公を追跡するギャングやパトカーといった追手からの逃げ切りを図る。各エリアに設けられた規定時間内にチェックポイントを通過すれば、ステージクリアとなる。なお、制限時間は前のステージで倒した敵車が多いほど次のステージにてタイムが上乗せされる。全5面。エリア5をクリアし逃げ切りに成功するとエンディングが流れ、その後2周目が始まり再びエリア1からのスタートとなる。
スティックレバーは自車の速度と方向調整、3ボタンはそれぞれショット、ジャンプ、ブレーキに割り振られており、これらを駆使して敵車をはじめとする障害物を突破していく。また道中では敵車を破壊することでパワーアップアイテムがいくつか出現する(後述)。
障害物に衝突したりコースから外れると自車が破壊される。破壊されても何度でもその場で復活できるが、タイムロスになり、また取得していたパワーアップは全て無くなる。制限時間内にゴールに辿り着けなかった場合ゲームオーバーとなる。
音楽面では同社開発の波形メモリ音源「SCC」を搭載。また2周目以降は、エリア3のBGMが別の曲になる仕様がある。サウンドトラックとしては、1991年発売の『コナミ･オールスターズ ～千両箱 平成4年版～』などに収録されている。

### アイテム
本作に登場するアイテムについて記述する。
- ハイジャンプ - 自車の左右に翼が付く。高くジャンプできるようになり、ジャンプした時の滞空時間が延びる。
- スピードアップ - 自車の移動スピードがアップする。
- 回転ノコギリ - 自車の前方にノコギリが付く。自車に近づいた前方の敵車を破壊したりコース上の木を伐採できる。効果は一定時間で切れる。
- ロケットランチャー - ロケットを撃てるようになり、初期ショットでは破壊できない対象を破壊する事ができる。重ね取りする事で3段階までパワーアップ可能。

## 移植版
| タイトル       | 発売日        | 対応機種                       | 開発元                  | 発売元                 | メディア                                | 備考                 |
| -------------- | ------------- | ------------------------------ | ----------------------- | ---------------------- | --------------------------------------- | -------------------- |
| シティボンバー | 2010年8月25日 | - Xbox 360 - Microsoft Windows | Krome Studios           | Microsoft Game Studios | ダウンロード （Game Room）              |                      |
| シティボンバー | 2024年12月5日 | PlayStation 4 Nintendo Switch  | ハムスター （移植担当） | ハムスター             | ダウンロード （アーケードアーカイブス） | 日本版、海外版を収録 |